# مونكوفا
بلدية مونكوفا (بالإسبانية: Moncófar)‏ (بالفالنسية:Moncofa)، هي إحدى بلديات مقاطعة كاستيلون التي تقع في منطقة بلنسية، في شرق إسبانيا.
يبلغ عدد سكانها 5.278 نسمة وفقاً لإحصائية سنة (2006).

## أعلام
- بير مارتي
- بول بويسو باراديس